# Porroecia vibekensis
Porroecia vibekensis är en kräftdjursart som först beskrevs av Poulsen 1973.  Porroecia vibekensis ingår i släktet Porroecia och familjen Halocyprididae. Inga underarter finns listade i Catalogue of Life.